# Groupe de NGC 134
Le groupe de NGC 134 comprend au moins huit galaxies situées dans la constellation du Sculpteur. La distance moyenne entre ce groupe et la Voie lactée est d'environ 20,0 Mpc (∼65,2 millions d'al). 

## Membres
Le tableau ci-dessous liste les sept galaxies du groupe dans l'ordre indiquées dans l'article de A.M. Garcia paru en 1993. À cette liste, on doit ajouter la galaxie NGC 150 dont les coordonnées et la vitesse radiale sont compatibles avec celles du groupe. 
L'astronome britannique John Herschel a découvert NGC 115, NGC 131 et NGC 148 en 1834. L'astronome américain Lewis Swift a découvert NGC 150 en 1886 et 
PGC 2044 en 1889. NGC 134 a été découverte par l'astronome australien James Dunlop en 1826.
| Nom        | Classification | Type                  | α (J2000.0)   | δ (J2000.0)  | Vitesse radiale (km/s) | Magnitude apparente | Distance (Mpc) | Dimensions (kal) |
| ---------- | -------------- | --------------------- | ------------- | ------------ | ---------------------- | ------------------- | -------------- | ---------------- |
| NGC 115    | SB(s)bc?       | Spirale barrée        | 00h 26m 46.3s | -33° 40′ 37″ | 1825 ± 6               | 13,1                | 23,1 ± 1,6     | 85               |
| NGC 131    | SB(s)b?        | Spirale barrée        | 00h 29m 38.5s | -33° 15′ 35″ | 1410 ± 17              | 13,2                | 16,9 ± 1,2     | 25               |
| NGC 134    | SAB(s)bc       | Spirale intermédiaire | 00h 30m 22.0s | -33° 14′ 39″ | 1582 ± 3               | 10,4                | 19,4 ± 1,4     | 192              |
| IC 1555    | SB0^+(rs) pec? | Lenticulaire          | 00h 33m 07.3s | -32° 15′ 30″ | 1539 ± 5               | 13,7                | 18,5 ± 1,3     | 32               |
| NGC 148    | S0^0^?         | Lenticulaire          | 00h 34m 15.5s | -31° 47′ 10″ | 1516 ± 10              | 12,2                | 23,6 ± 1,7     | 74               |
| ESO 410-18 | SAB(s)m?       | Spirale intermédiaire | 00h 34m 11.2s | -30° 46′ 25″ | 1582 ± 3               | 13,36 ± 0,09        | 19,3 ± 1,4     | 52               |
| NGC 150    | SB(rs)bc       | Spirale barrée        | 00h 34m 15.5s | -27° 48′ 13″ | 1584 ± 4               | 11,4                | 19,2 ± 1,4     | 94               |

Le site DeepskyLog permet de trouver aisément les constellations des galaxies mentionnées dans ce tableau ou si elles ne s'y trouvent pas, l'outil du site constellation permet de le faire à l'aide des coordonnées de la galaxie. Sauf indication contraire, les données proviennent du site NASA/IPAC.